# Уманский, Михаил Маркович
Михаи́л Ма́ркович Ума́нский (21 января 1952, Ставрополь — 17 декабря 2010, Аугсбург, Бавария) — российский и немецкий шахматист, гроссмейстер ИКЧФ (1995), международный мастер (1997). В последние годы проживал в Германии.

## Очные шахматы
Начал заниматься шахматами в 1963 году в Ставрополе во Дворце пионеров и сразу же обратил на себя внимание благодаря своему таланту. Уже когда он был подростком, его приняли в молодёжную шахматную школу для одарённых детей, где одним из его тренеров был гроссмейстер Игорь Бондаревский. В юношеских чемпионатах СССР в 1965 и 1966 годах он занял второе место. Четырежды побеждал в чемпионатах Ставропольского края.
В 1967 году переехал в Пятигорск. В 1968 году получает звание мастера спорта СССР. В чемпионате России в 1989 году занимает 4-е место. Он окачивает государственную Академию спорта, где получает профессию тренер по шахматам. В 1997 году за заслуги в области очных шахмат ФИДЕ присваивает ему звание международного мастера. С 1998 года он играл за шахматный клуб Хаунштеттен (Аугсбург), в последний раз в бундеслиге Баварии.

## Заочные шахматы
Уманский начал играть в заочные шахматы в 1973 году и сразу же добился значительных успехов. Он выиграл 5-й чемпионат РСФСР (1974—1975) и 13-й чемпионат СССР (1977—1978). В 1998 году он выиграл 13-й Чемпионат мира по заочным шахматам (+10, −0, =6). В том же году он переехал на постоянное место жительства в Германию, но в заочных шахматах до последних дней оставался представителем России. Когда же в 2001—2004 годах ИКЧФ организовала уникальный турнир на сервере, посвященный 50-летию этой организации, в котором приняли участие все здравствующие в то время чемпионы мира по заочным шахматам, Уманский вновь уверенно занял первое место, пройдя и это соревнование без поражений (6 выигранных партий и 2 ничьи). В заочных шахматах Уманский получил в 1986 году звание международного мастера и в 1995 году — гроссмейстера ИКЧФ.
В 2011 году Российская федерация по шахматам по переписке организовала международный шахматный турнир в его память, который выиграл итальянец Эрос Риччио.

## Изменения рейтинга
| Графики недоступны из-за технических проблем. См. информацию на Фабрикаторе и на mediawiki.org. |